# Natação no Campeonato Mundial de Esportes Aquáticos de 2024 - 4x100 m livre masculino

A prova do revezamento 4x100 m livre masculino da natação no Campeonato Mundial de Esportes Aquáticos de 2024 foi realizada no dia 11 de fevereiro de 2024 em Doha, no Catar.

## Formato da competição
A competição consiste em duas rodadas: eliminatórias e final. As equipes com os 8 melhores tempos nas eliminatórias avançam a final. Desempates (swim-offs) são utilizados conforme necessário para quebrar os empates de avanço a próxima rodada.

## Cronograma
Todos os horários estão na hora local (UTC+3).
| Data            | Hora  | Evento        |
| --------------- | ----- | ------------- |
| 11 de fevereiro | 11:43 | Eliminatórias |
| 11 de fevereiro | 20:32 | Final         |

## Recordes
Antes desta competição, os recordes mundiais e do campeonato nesta prova eram os seguintes:
| Tipo                  | Atleta         | Tempo     | Local   | Data                 |
| --------------------- | -------------- | --------- | ------- | -------------------- |
|                       | Estados Unidos | 3m 08s 24 | Pequim  | 11 de agosto de 2008 |
| Recorde do campeonato | Estados Unidos | 3m 09s 06 | Gwangju | 21 de julho de 2019  |

## Medalhistas
| Ouro                                                         | Prata                                                                                               | Bronze                                                                                                   |
| China · Pan Zhanle · Ji Xinjie · Zhang Zhanshuo · Wang Haoyu | Itália · Alessandro Miressi · Lorenzo Zazzeri · Paolo Conte Bonin · Manuel Frigo · Leonardo Deplano | Estados Unidos · Matt King · Shaine Casas · Luke Hobson · Carson Foster · Hunter Armstrong · Jack Aikins |

## Resultados

### Eliminatórias
Esses foram os resultados das eliminatórias. A prova foi realizada no dia 11 de fevereiro com início às 11:43.
| Pos. | Bateria | Raia | Nacionalidade  | Nadadores | Tempo   | Notas            |
| ---- | ------- | ---- | -------------- | --- | ------- | ---------------- |
| 1    | 1       | 4    | Estados Unidos | Hunter Armstrong (48.37) Jack Aikins (48.42) Luke Hobson (47.70) Carson Foster (47.83)                                  | 3:12.32 | Q                |
| 2    | 2       | 4    | Itália         | Lorenzo Zazzeri (48.33) Paolo Conte Bonin (48.16) Leonardo Deplano (48.59) Alessandro Miressi (47.88)                   | 3:12.96 | Q                |
| 3    | 2       | 0    | Grã-Bretanha   | Jacob Whittle (48.82) Tom Dean (49.13) Duncan Scott (48.25) Matt Richards (47.76)                                       | 3:13.96 | Q                |
| 4    | 2       | 5    | China          | Wang Haoyu (48.08) Ji Xinjie (48.10) Zhang Zhanshuo (49.63) Pan Zhanle (48.26)                                          | 3:14.07 | Q                |
| 5    | 2       | 7    | Grécia         | Apostolos Christou (48.92) Stergios Bilas (48.81) Kristian Gkolomeev (47.86) Andreas Vazaios (48.74)                    | 3:14.33 | Q                |
| 6    | 2       | 6    | Sérvia         | Velimir Stjepanović (48.87) Andrej Barna (47.63) Uroš Nikolić (49.60) Nikola Aćin (48.32)                               | 3:14.42 | Q                |
| 7    | 1       | 3    | Espanha        | Luis Domínguez (49.02) Sergio de Celis (48.11) Mario Mollà (48.28) César Castro (49.30)                                 | 3:14.71 | Q                |
| 8    | 1       | 6    | Hungria        | Szebasztián Szabó (49.32) Dániel Mészáros (48.69) Adam Jaszo (48.43) Nandor Nemeth (48.29)                              | 3:14.73 | Q                |
| 9    | 1       | 7    | Suécia         | Robin Hanson (49.27) Björn Seeliger (47.97) Isak Eliasson (49.09) Marcus Holmquist (49.04)                              | 3:15.37 |                  |
| 10   | 2       | 2    | Polónia        | Kamil Sieradzki (48.91) Ksawery Masiuk (48.47) Mateusz Chowaniec (48.76) Kacper Majchrzak (49.57)                       | 3:15.71 |                  |
| 11   | 1       | 5    | Canadá         | Javier Acevedo (48.99) Finlay Knox (47.96) Antoine Sauvé (49.38) Stephen Calkins (49.41)                                | 3:15.74 |                  |
| 12   | 2       | 3    | Coreia do Sul  | Yang Jae-hoon (49.28) Ji Yu-chan (48.90) Lee Yoo-yeon (48.69) Kim Min-suk (50.24)                                       | 3:17.11 |                  |
| 13   | 1       | 1    | Lituânia       | Tomas Navikonis (49.00) Daniil Pancerevas (49.91) Tomas Lukminas (49.10) Rokas Jazdauskas (49.40)                       | 3:17.41 |                  |
| 14   | 1       | 2    | Singapura      | Mikkel Lee (49.64) Jonathan Tan (48.87) Ardi Azman (49.52) Darren Lim (50.49)                                           | 3:18.52 |                  |
| 15   | 2       | 1    | México         | Andres Dupont (48.81) Héctor Ruvalcaba (50.62) José Ángel Martínez (50.65) Jorge Iga (50.33)                            | 3:20.41 |                  |
| 16   | 1       | 0    | Bulgária       | Josif Miladinov (50.43) Kaloyan Bratanov (49.42) Petar Mitsin (51.08) Yordan Yanchev (49.60)                            | 3:20.53 | Recorde nacional |
| 17   | 2       | 9    | Eslováquia     | Tibor Tistan (50.82) Matej Duša (50.35) Richard Nagy (52.29) Frantisek Jablcnik (51.24)                                 | 3:24.70 | Recorde nacional |
| 18   | 1       | 8    | Tailândia      | Dulyawat Kaewsriyong (50.88) Navaphat Wongcharoen (52.04) Ratthawit Thammananthachote (52.29) Tonnam Kanteemool (51.38) | 3:26.59 |                  |
| 19   | 2       | 8    | Vietname       | Trần Hưng Nguyên (51.32) Nguyễn Huy Hoàng (54.04) Ngô Đình Chuyền (51.98) Nguyễn Quang Thuấn (53.03)                    | 3:30.37 |                  |

### Final
A final foi realizada em 11 de fevereiro às 20:32.
| Pos.              | Raia | Nacionalidade  | Nadadores                                                                                            | Tempo   | Notas |
| ----------------- | ---- | -------------- | --- | ------- | ----- |
| Medalha de ouro   | 6    | China          | Pan Zhanle (46.80) Ji Xinjie (48.18) Zhang Zhanshuo (48.63) Wang Haoyu (47.47)                       | 3:11.08 |       |
| Medalha de prata  | 5    | Itália         | Alessandro Miressi (47.90) Lorenzo Zazzeri (47.99) Paolo Conte Bonin (47.83) Manuel Frigo (48.36)    | 3:12.08 |       |
| Medalha de bronze | 4    | Estados Unidos | Matt King (48.02) Shaine Casas (48.47) Luke Hobson (47.68) Carson Foster (48.12)                     | 3:12.29 |       |
| 4                 | 3    | Grã-Bretanha   | Matt Richards (48.19) Jacob Whittle (48.36) Tom Dean (48.63) Duncan Scott (47.37)                    | 3:12.55 |       |
| 5                 | 8    | Hungria        | Nandor Nemeth (47.89) Szebasztián Szabó (48.27) Dániel Mészáros (49.06) Adam Jaszo (48.44)           | 3:13.66 |       |
| 6                 | 2    | Grécia         | Apostolos Christou (48.95) Kristian Gkolomeev (48.17) Stergios Bilas (48.38) Andreas Vazaios (48.17) | 3:13.67 |       |
| 7                 | 7    | Sérvia         | Velimir Stjepanović (49.10) Andrej Barna (47.75) Uroš Nikolić (48.86) Nikola Aćin (48.17)            | 3:13.88 |       |
| 8                 | 1    | Espanha        | Sergio de Celis (49.03) Luis Domínguez (48.16) Carles Coll Martí (49.40) Mario Mollà (48.34)         | 3:14.93 |       |

Legenda
| Recorde mundial       | Recorde mundial (World record)               |                       | Recorde africano                      | Recorde africano (African) |                                           | Q | Classificado por posição (Qualified) |
| Recorde do campeonato | Recorde do campeonato (Championship record)  | Recorde da América    | Recorde da América (Americas)         | q                          | Classificado por melhor tempo (Qualified) |   |                                      |
| Melhor marca do ano   | Melhor marca do ano (World leading)          | Recorde asiático      | Recorde asiático (Asian)              | DNS                        | Não largou (Did not start)                |   |                                      |
| Recorde nacional      | Recorde nacional (National record)           | Recorde europeu       | Recorde europeu (European)            | DNF                        | Não terminou (Did not finish)             |   |                                      |
| Recorde pessoal       | Recorde pessoal do atleta (Personal best)    | Recorde da Oceania    | Recorde da Oceania (Oceania)          | DSQ / DQ                   | Desclassificado (Disqualified)            |   |                                      |
| Recorde da temporada  | Recorde da temporada do atleta (Season best) | Recorde sul-americano | Recorde sul-americano (South America) | NM                         | Sem marca (No mark)                       |   |                                      |